# Atauro
| Munisípiu Ataurú (tetum) Município de Atauro (port.)           |                       |                       |                       |
| Mit dem Boot in Richtung Atauro                                |                       |                       |                       |
| Daten                                                          |                       |                       |                       |
| Hauptstadt                                                     | Vila Maumeta (Atauro) | Vila Maumeta (Atauro) | Vila Maumeta (Atauro) |
| Fläche                                                         | 140,13 km²            | 140,13 km²            | 140,13 km²            |
| Einwohnerzahl (2022)                                           | 10.295                | 10.295                | 10.295                |
| Zahl der Haushalte (2022)                                      | 2.121                 | 2.121                 | 2.121                 |
| ISO 3166-2:                                                    | TL-AT                 | TL-AT                 | TL-AT                 |
| Sucos                                                          | Einwohner (2022)      | Fläche                |                       |
| Beloi                                                          | 1.675                 | 54,60 km²             |                       |
| Biqueli                                                        | 2.436                 | 29,67 km²             |                       |
| Macadade                                                       | 2.008                 | 38,36 km²             |                       |
| Maquili                                                        | 2.380                 | 14,52 km²             |                       |
| Vila Maumeta                                                   | 1.796                 | 2,98 km²              |                       |
| Karte                                                          |                       |                       |                       |
| Die Gemeinde Atauro, noch als Verwaltungsamt der Gemeinde Dili |                       |                       |                       |

Atauro (port. Ataúro, indon. Pulau Kambing) ist eine osttimoresische Insel in der Bandasee nördlich von Timor. Seit 2022 bildet die Insel eine Gemeinde des Landes. Verwaltungssitz ist Vila Maumeta.
Der Inselname bedeutet in der lokalen Sprache „Ziege“, Kambing ist das indonesische Wort dafür. Der Name stammt von den Ziegen, die hier gehalten werden.

## Geographie

### Übersicht
Atauro ist etwa 22 km lang, bis zu 9 km breit und hat eine Fläche von 140,13 km². Es liegt westlich der Straße von Wetar, etwa 23,5 km vor der Küste der Landeshauptstadt Dili. Nordöstlich von Atauro liegen die indonesischen Inseln Liran (13 km) und Wetar (21,5 km) und westlich Alor, jenseits der Straße von Ombai. Atauro ist die östlichste der Kleinen Sundainseln und gehört zum inneren Bandabogen, deren Inseln meist vulkanischen Ursprungs sind. So auch Atauro, das vor 3 bis 3,5 Millionen Jahren gebildet wurde. Timor gehört hingegen zum älteren äußeren Bandabogen, dessen Inseln durch die Auffaltung des Meeresbodens entstanden. Geologisch besteht die Insel hauptsächlich aus vulkanischem Material marinen Ursprungs, aber auch an die Meeresoberfläche beförderten Kalkstein findet man auf 600 m Höhe. Heute ist die Insel nicht mehr vulkanisch aktiv. Allerdings gibt es in Biqueli,  Uaro-Ana und Maquili noch kleine Quellen nahe der Küste, deren Wasser durch Geothermie auf bis zu 40 °C aufgewärmt wird.
Atauro ist zerklüftet und rau. Die vormals submarinen Vulkane sind der Erosion ausgesetzt. Der höchste Punkt der Insel ist der Mano Côco (Foho Manococo) mit 999 m. Weitere Erhebungen sind der Foho Tutonairana (845 m) und der etwa 800 m hohe Doppelgipfel des konisch geformten Foho Berau. Die Letzteren beiden sind das ehemalige Eruptionszentrum Atauros. Das Vulkangestein hat ein Alter von 3,1 bis 3,5 Millionen Jahren. Bis zu 300 m hohe Klippen, die von der Südostecke Atauros sich nach Norden erstrecken und geschützte Buchten mit Sandstränden prägen die Küste. Ein breites Riff von 30 bis 150 m umrahmt die Insel. Die Meeresstraße zwischen Atauro und Timor ist bis zu 3500 m tief.
Ganzjährig Wasser führende Flüsse oder andere Gewässer fehlen auf der Insel. Die einzige Süßwasserquelle befindet sich nördlich des Ortes Berau. Andere Gewässer trocknen zwischen Mai und Oktober, außerhalb der Regenzeit aus.

### Verwaltungsgliederung

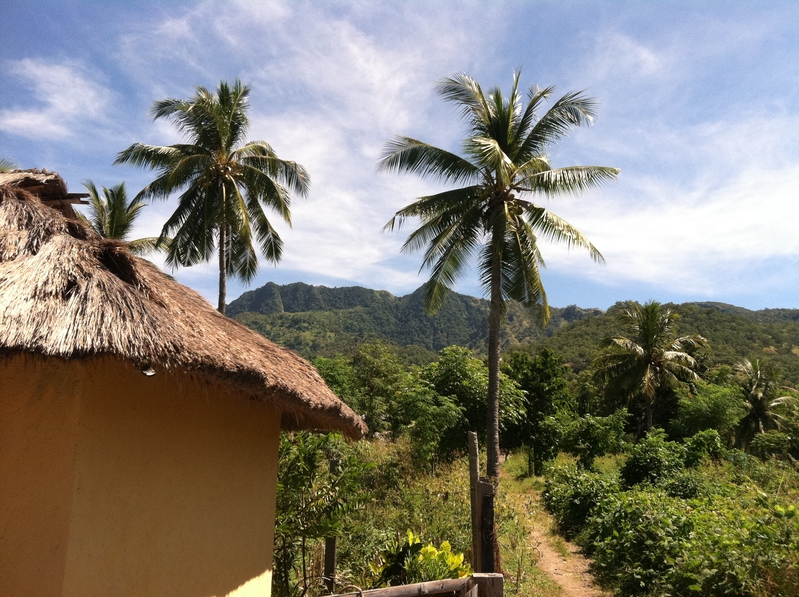
Ilitecaraquia/Vila Maumeta

Unter portugiesischer und indonesischer Verwaltung sowie die ersten 20 Jahre des unabhängigen Osttimors war Atauro als Verwaltungsamt (portugiesisch Posto Administrativo) der Gemeinde Dili untergeordnet. Da man der Meinung war, dass die Insel als Teil der Hauptstadt nicht genügend Beachtung fände, stimmte das Nationalparlament Osttimors am 31. Mai 2021 einstimmig für die Schaffung der neuen Gemeinde Atauro zum 1. Januar 2022, im Rahmen einer Verwaltungsreform.
Die Gemeinde Atauro ist deckungsgleich mit dem Verwaltungsamt Atauro. Das Verwaltungsamt Atauro teilt sich in fünf Sucos. Beloi bildet den Mittelteil der Insel, Biqueli (Bikeli, Biquele, Biceli, ehemals Pala) liegt an der Nordspitze Atauros, Macadade (Anartuto) im Südwesten, Maquili (Makili) an der südlichen Ostküste und Vila Maumeta (Atauro Vila) an der südlichen Ostküste.

### Orte

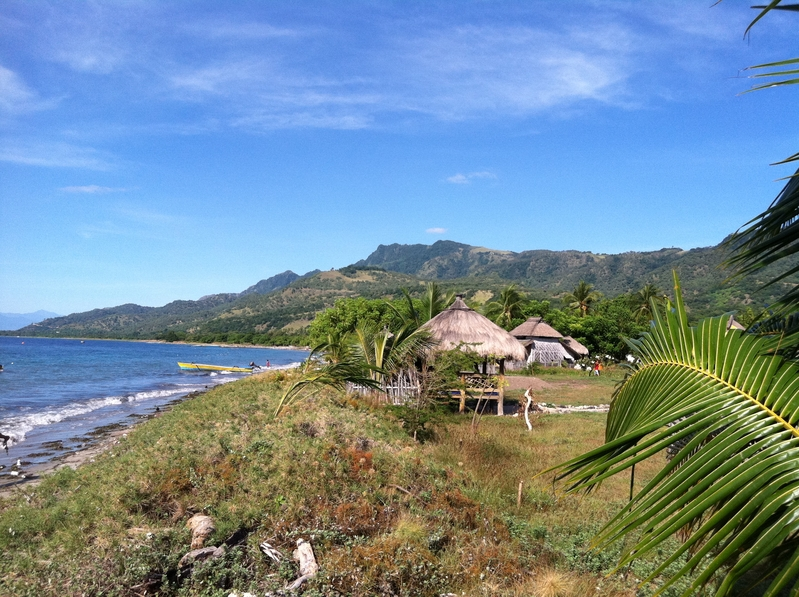
Der Ort Beloi mit dem Mano Côco im Hintergrund

Atauro ist die einzige Gemeinde Osttimors, in der es keine Stadt gibt. Die gesamte Insel wird als ländlich bewertet.
Der größte Ort ist Vila, der zweitgrößte Macadade. Sie liegen im Süden der Insel. Ein möglicher Alternativname für Vila Maumeta ist Toro. An der Südküste liegen die Dörfer Berau, Nameta und Macelihu und an der Nordwestküste Arlo, Ilidua Douro, Douro, Adara, Maquer und Vatuo. An der nördlichen Ostküste befinden sich die Dörfer Akrema (Acrema), Beloi, Biqueli (Pala) und Uaro-Ana.

### Klima

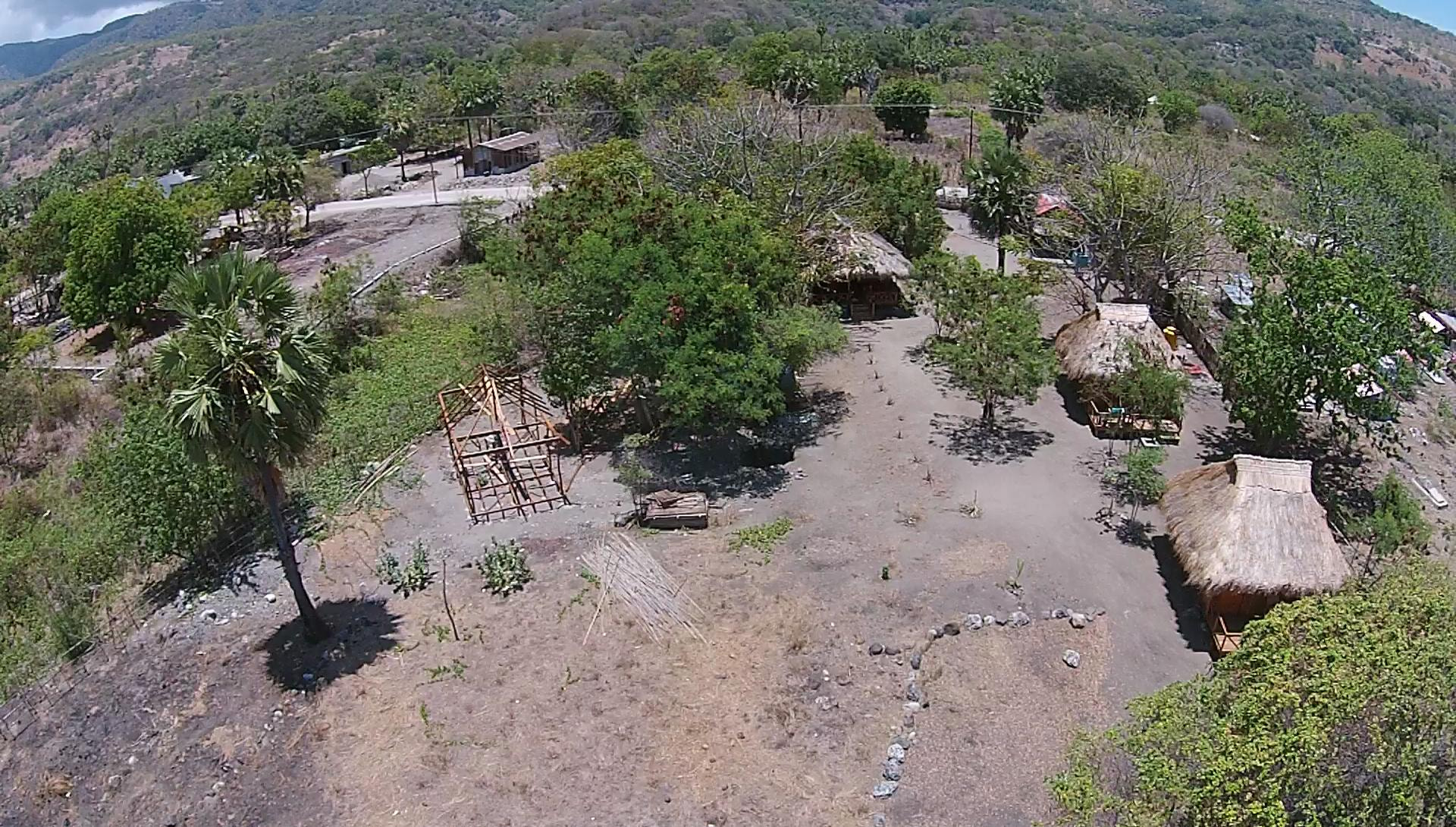
Zum Beginn der Regenzeit im November ist das Land noch sehr trocken

Atauro hat eine Trocken- und eine Regenzeit. In der Regenzeit zwischen November und März bedrohen Erdrutsche und Überflutungen die Insel. Mit zunehmender Meereshöhe nimmt auch die jährliche Niederschlagsmenge zu. Sie liegt zwischen 700 und 1600 mm pro Jahr. Die durchschnittliche Jahrestemperatur liegt auf den Bergen im Süden bei 24 °C, im Landesinneren im Norden bei 26 °C und an der Küste um die 27 °C. In der Trockenzeit liegt die Temperatur an der Küste durchgehend über 30 °C und Niederschläge bleiben aus. In den höheren Regionen liegt die Temperatur 10–20 °C darunter und nahezu täglich gibt es leichte Niederschläge oder Nebel.

Klimadaten
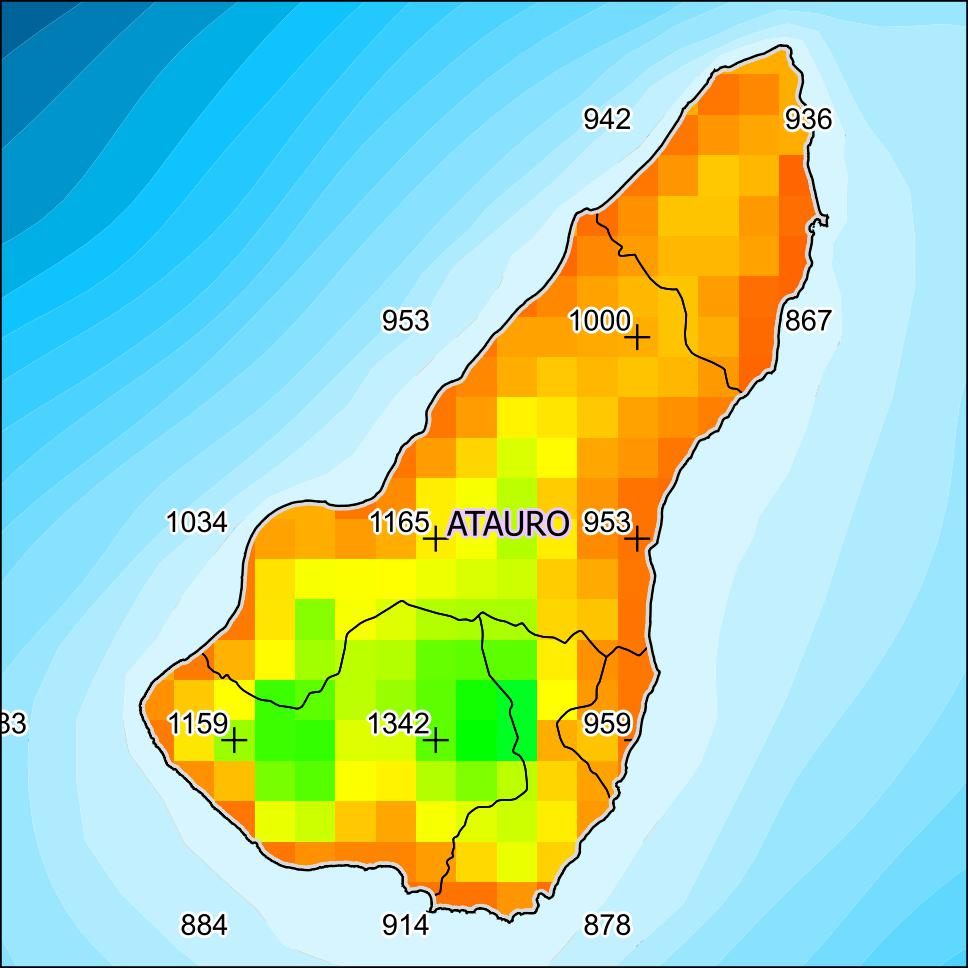
Jährliche Niederschlags-menge (2000)
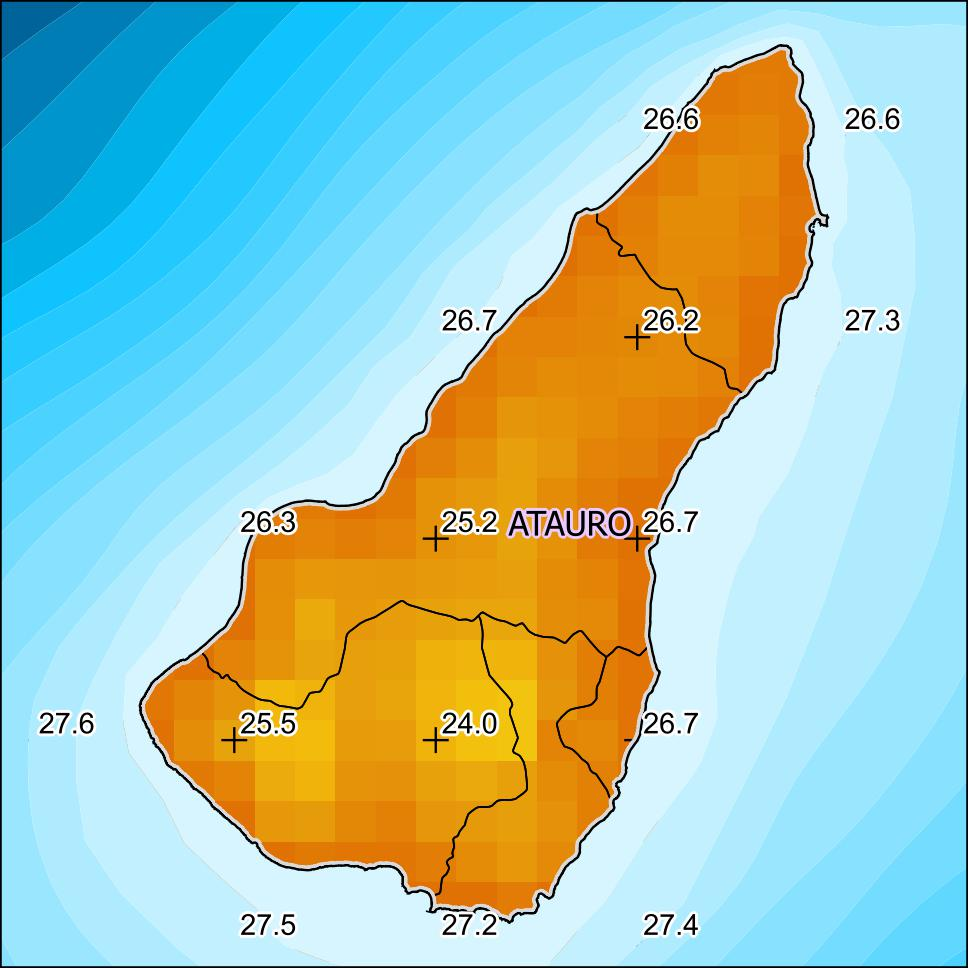
Jahresdurch-schnittstemperatur (2000)

### Flora und Fauna

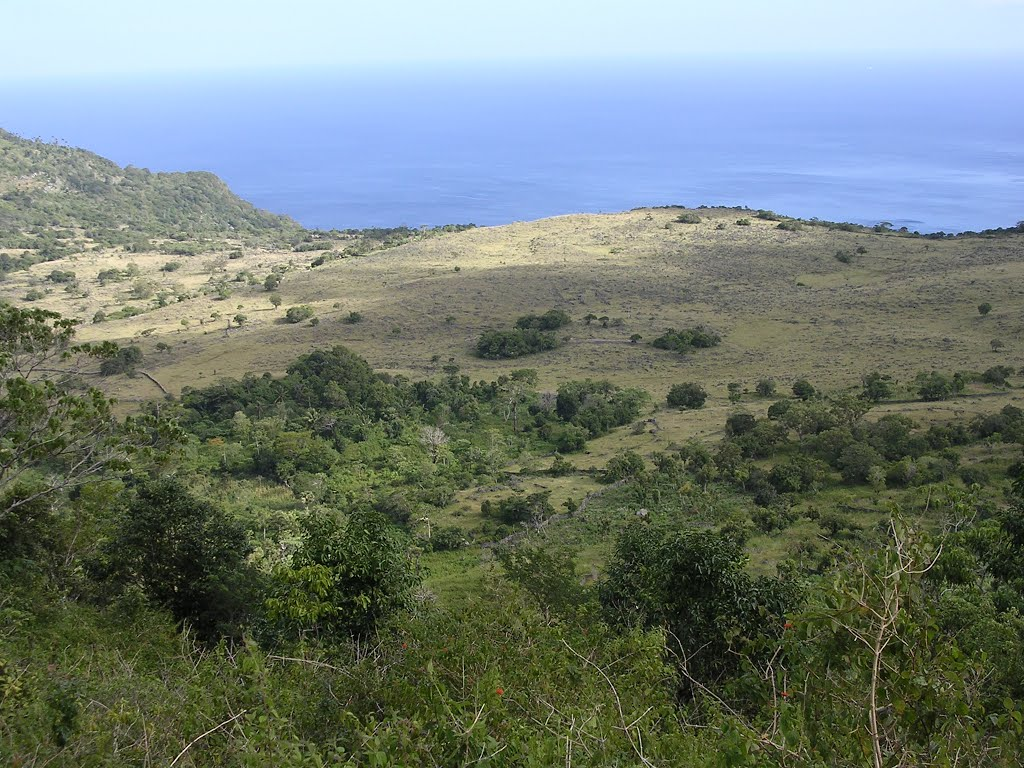
Alte Agrarflächen und sich regenerierender Sekundärwald im Südwesten von Atauro

Die Säugetierfauna wird noch wissenschaftlich untersucht. Bisher sind unter anderem eine nicht genauer bestimmte Musangart, eine Spitzmaus, ein kleiner Flughund und zwei verschiedene Fledermausarten bekannt.
Atauro ist eine Important Bird Area und Teil der Timor and Wetar Endemic Bird Area. 2004 wurden hier 84 Vogelarten erfasst. 13 weitere kamen 2007 dazu.
Amphibien konnte man bisher auf Atauro nicht nachweisen. Dokumentierte Eidechsenarten sind zwei Formen des Bogenfingergeckos (Cyrtodactylus sp.), der Vierklauen-Gecko (Gehyra mutilata), der Tokeh (Gekko gecko), der Asiatische Hausgecko (Hemidactylus frenatus), der Leschault-Schlangenaugenskink (Cryptoblepharus leschenault), eine bisher nicht spezifizierte Skinkart (Eremiascincus), der Vielstreifen-Skink (Eutropis cf. multifasciata) und der Smaragdskink (Lamprolepis cf. smaragdina). Ob die gefundenen Warane zu den Bindenwaranen (Varanus salvator) gehören, ist noch nicht sicher. Schlangenarten auf Atauro sind Indonesische Kletternatter (Coelognathus subradiatus), Kapuzen-Wolfszahnnatter (Lycodon capucinus), Insel-Bambusotter (Trimeresurus insularis) und eine bisher nicht zugeordnete Art der Blindschlangen. Nicht gesichert sind Sichtungen vom Nattern-Plattschwanz (Laticauda colubrina) und der Timor-Bronzenatter (Dendrelaphis inornatus timorensis).
Neben den Feldern gibt es vor allem Grasland mit Eucalyptusbäumen (Eucalyptus alba) und einige Restbestände von Trocken- und immergrünen, tropischen Wäldern, vor allem auf den Bergen und in Schluchten. Seit dem 16. Jahrhundert wurde der Wald stark abgeholzt. Die Bäume im üppigen und feuchten tropischen Bergwald am Mano Côco erreichen 15 bis 20 m Höhe. 40 km² um den Berg sind ein Naturreservat.
Atauro liegt im sogenannten Korallendreieck, dessen Meeresgewässer sich durch eine hohe Biodiversität auszeichnen. Laut einer Veröffentlichung von 2016 sind die Riffe Atauros die artenreichsten weltweit. Durchschnittlich fanden sich an zehn Fundstellen 253 verschiedene Tierarten, 314 am artenreichsten Fundort (beim bisherigen Rekordhalter in Westpapua waren es 216). Insgesamt zählte man vor der Küste Atauros 643 Arten von Meeresbewohnern. Von den an manchen Stellen über 300 Fischarten sind viele wissenschaftlich noch nicht beschrieben. So wurde 2017 erstmals der kleine Meeresfisch Helcogramma atauroensis beschrieben, der nach der Insel benannt ist.

## Einwohner

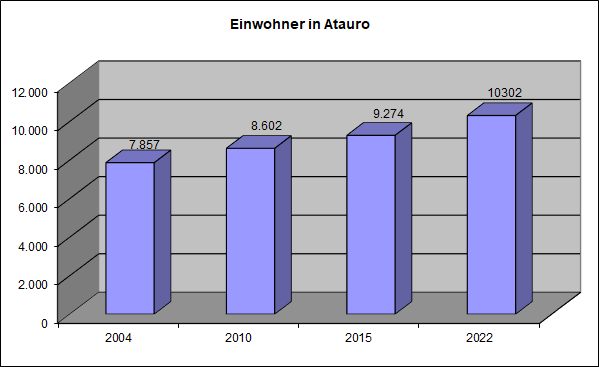
Entwicklung der Einwohnerzahl auf Atauro

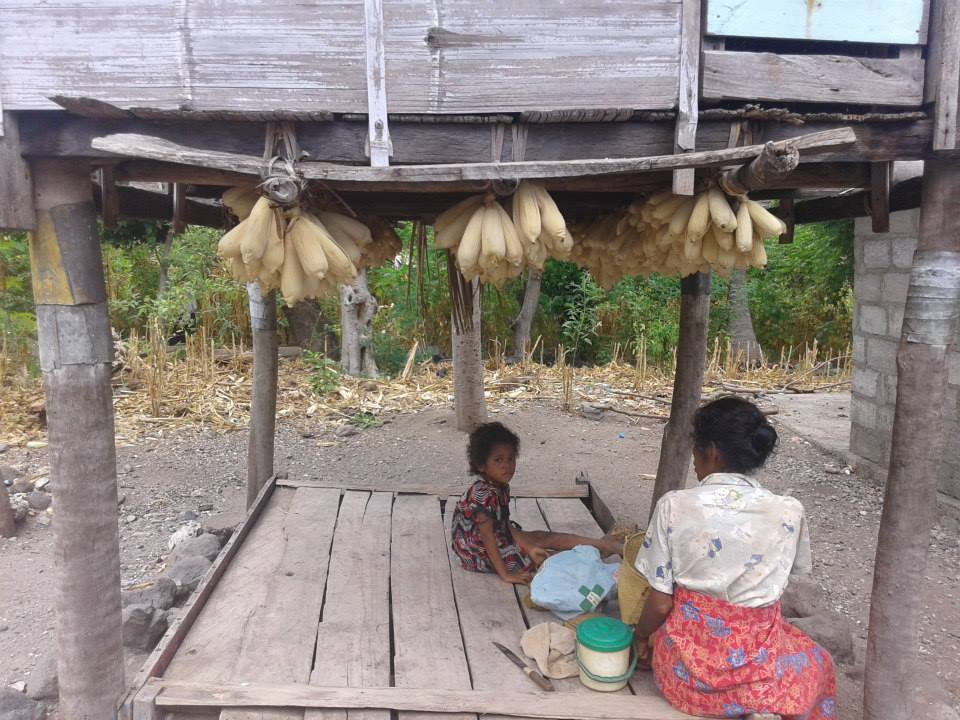
Mutter mit Kind unter einem traditionellen Maisspeicher in Berau (2014)

Auf der Insel leben 10.295 Einwohner (2022, 2015: 9.274). Von den Einwohnern sind 5.174 Männer und 5.121 Frauen. Auf 101 Männern kommen 100 Frauen Zwischen 2015 und 2022 lag das jährliche Bevölkerungswachstum bei 1,5 %. Der Landesdurchschnitt liegt bei 1,8 %.
Ungewöhnlich für das mehrheitlich katholische Osttimor sind die mehrheitlich protestantischen Bewohner des nördlichen Atauros. Sie wurden von Alor aus durch niederländische Calvinisten im 20. Jahrhundert missioniert. Die Gläubigen gehören der Assemblies of God an. Der katholische Glaube wurde erst in den 1950er Jahren nach Atauro gebracht. Auch im Süden der Insel gibt es Protestanten. Auch wenn das Christentum starken Einfluss auf die sehr konservativen Menschen hat, überlagert es nur traditionelle Glaubensvorstellungen und Praktiken, die noch immer einen großen Teil des täglichen Lebens ausmachen.
Traditionell unterscheidet man auf der Insel drei Clans: die Adade, die Humungili und die Manroni. Jeder Clan spricht seinen eigenen Dialekt, hat eigene Musik und Tänze. Die drei Dialekte auf Atauro sind Rahesuk im Norden, Resuk im Südosten und Raklungu im Südwesten. Sie gehören zur austronesischen Sprache Wetar, das sonst hauptsächlich auf der Nachbarinsel Wetar gesprochen wird. Auf Atauro wird die als Nationalsprache anerkannte Sprache auch Atauru genannt. Ein vierter Dialekt des Wetar, Dadu'a, wird hauptsächlich von Nachkommen einer Gruppe von Bewohnern Atauros gesprochen, die in Dörfer in der Gemeinde Manatuto auf Timor ausgewandert sind. In Vila Maumeta gibt es eine Minderheit von Dadu'a-Sprechern. Der Suco ist der einzige auf der Insel, in dem die Amtssprache Tetum Prasa Muttersprache der größten Gruppe ist und nicht einer der Wetar-Dialekte.
Der Altersdurchschnitt auf Atauro beträgt 19,5 Jahre (2010, 2004: 19,0 Jahre).

## Geschichte

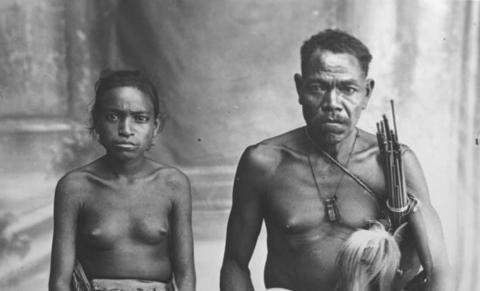
„Ein Paar von der Insel Atauro – Ra-cluma-Sprecher“, Álbum Fontoura, vor 1940

### Gründungslegende
Nach einer Legende lebten einst auf Atauro die drei Brüder Komateu (der Älteste), Lekitoko (der Zweitgeborene) und Kutukia (der Jüngste). Die Brüder versuchten mit Reusen Fische zu fangen, doch blieben sie leer, bis auf Blätter, die sich darin sammelten. Die Insel war sehr schmal und der erfolglose Fischfang verhinderte, dass die Insel wachsen konnte.
Vom Gipfel des Mano Côcos aus schossen die drei Brüder Pfeile in verschiedene Richtungen ab. Der Pfeil des ältesten und stärksten Bruders flog am weitesten in Richtung Norden und schlug in Vatuo ein. Lekitokos Pfeil flog nicht ganz so weit und landete im Süden in Berau. Als der jüngste und schwächste Bruder seinen Pfeil abschoss, flog er nicht so weit. Er kam im Osten in Vila herunter. Durch die Pfeile wuchs die Insel auf ihre heutige Größe und die Brüder ließen sich jeweils am Ort nieder, wo ihre Pfeile hingeflogen waren.

### Prähistorie und Kolonialzeit

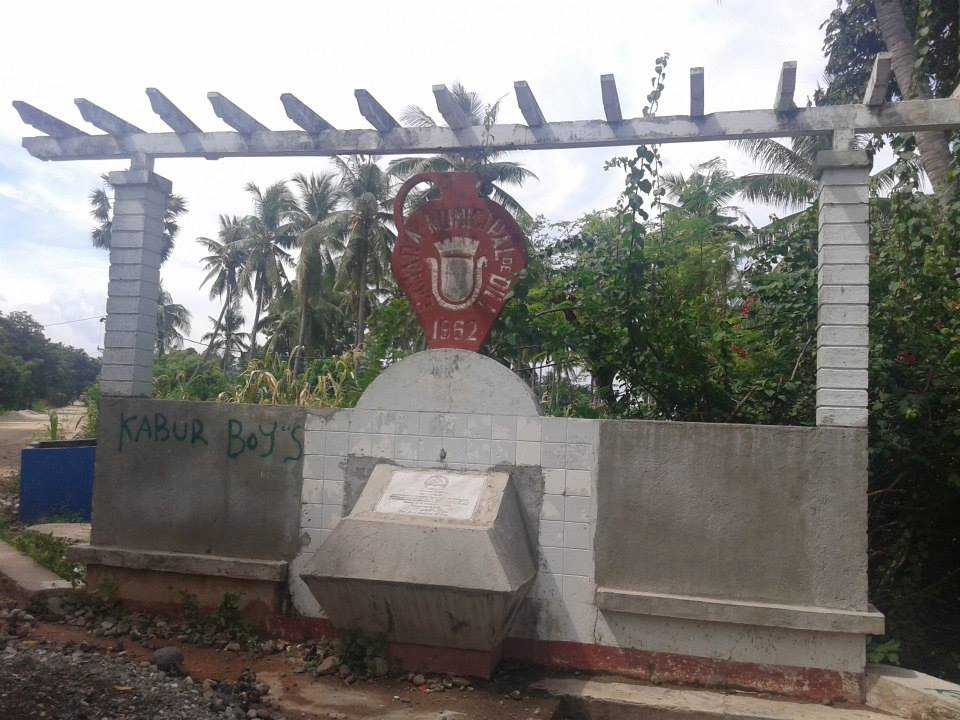
Dieses portugiesische Denkmal von 1962 wies auf die Zugehörigkeit Atauros zum Kreis Dili hin. Die osttimoresische Gedenktafel darunter erklärt 2009 Atauro als frei von Analphabetismus.

Felszeichnungen in der Höhle Aleti Tunu Bibi bei Atecru (Suco Beloi) wurden auf ein Alter von etwa 8000 Jahre datiert, die dortigen Besiedlungsspuren schätzten Archäologen unter Leitung des Franzosen Jean-Christophe Galipaud sogar auf ein Alter von 18.000 Jahre. In Arlo fanden die Forscher die Spuren von Dörfern, die vor 2500 bis 3000 Jahren bewohnt wurden. In der Höhle Lepu Kina fanden sich Spuren von Keramik, die bis zu 3200 Jahre alt waren, und weitere Fundstücke, wie Obsidianscherben, Muschel- und Glasperlen und Metallfragmente jüngeren Datums.
Das Erdbeben von Timor 1857 löste am 13. Mai einen Erdrutsch aus, der mehr als 37 Menschen tötete.
Die Niederländer überließen Portugal die Insel Atauro 1859 im Vertrag von Lissabon, doch erst 1884 wurde die portugiesische Flagge in einer Zeremonie auf der kleinen Insel gesetzt und erst ab 1905 zahlten die Bewohner Abgaben an Portugal. Im April desselben Jahres wurde ein Militärposten errichtet.
Die ausgedörrte Insel wurde von den Portugiesen genutzt, um dorthin politische Gefangene aus Portugal, von Timor und aus anderen Kolonien zu verbannen. Ein prominenter Gefangener, der vermutlich auch hier starb, war Boaventura, der Liurai von Manufahi und Anführer der großen Rebellion von 1911/1912. Ein weiterer Exilant war Manuel Viegas Carrascalão, der Vater des osttimoresischen Politikers Manuel Carrascalão (der 1933 hier geboren wurde). Nach dem Zweiten Weltkrieg kamen japanische Kollaborateure mit der Verurteilung zur lebenslangen Haft nach Atauro, so zum Beispiel Joaquim da Costa Guterres aus Ossu, der hier 1946 starb. Einige Gefangene blieben bis 1974 auf der Insel. Bis 1959 schickten die Gerichte mehr als 3000 Menschen als Strafe nach Atauro.
Während der japanischen Besetzung Portugiesisch-Timors (1942–1945) bauten die Japaner auf einen Hügel von Atauro ein kleines Fort.

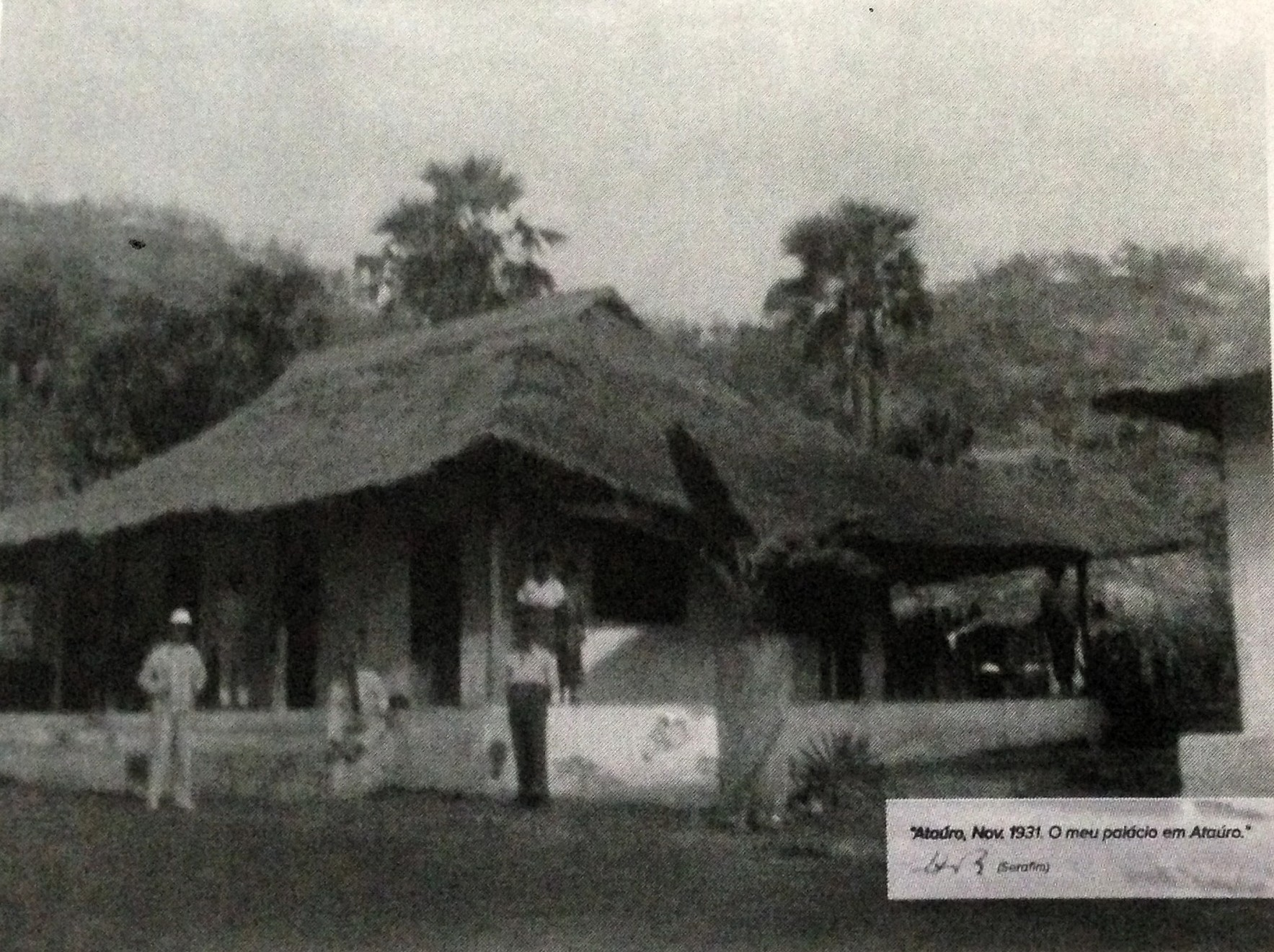
Hütte auf Atauro (1931)
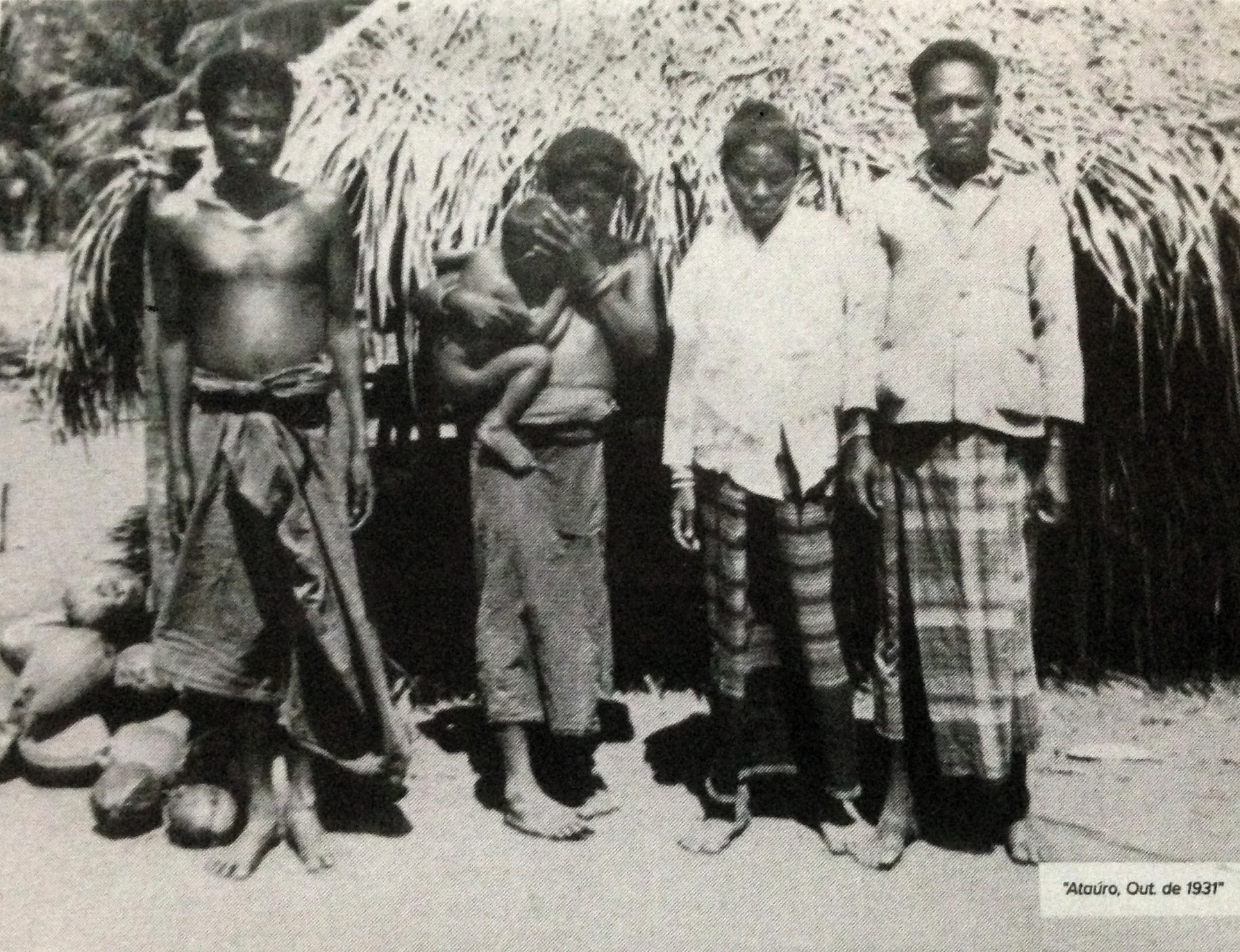
Einwohner von Atauro (1931)
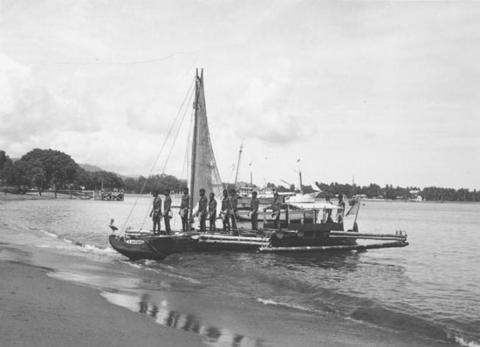
Anlegestelle von Atauro (um 1940)

### Indonesische Besatzung und Unabhängigkeit

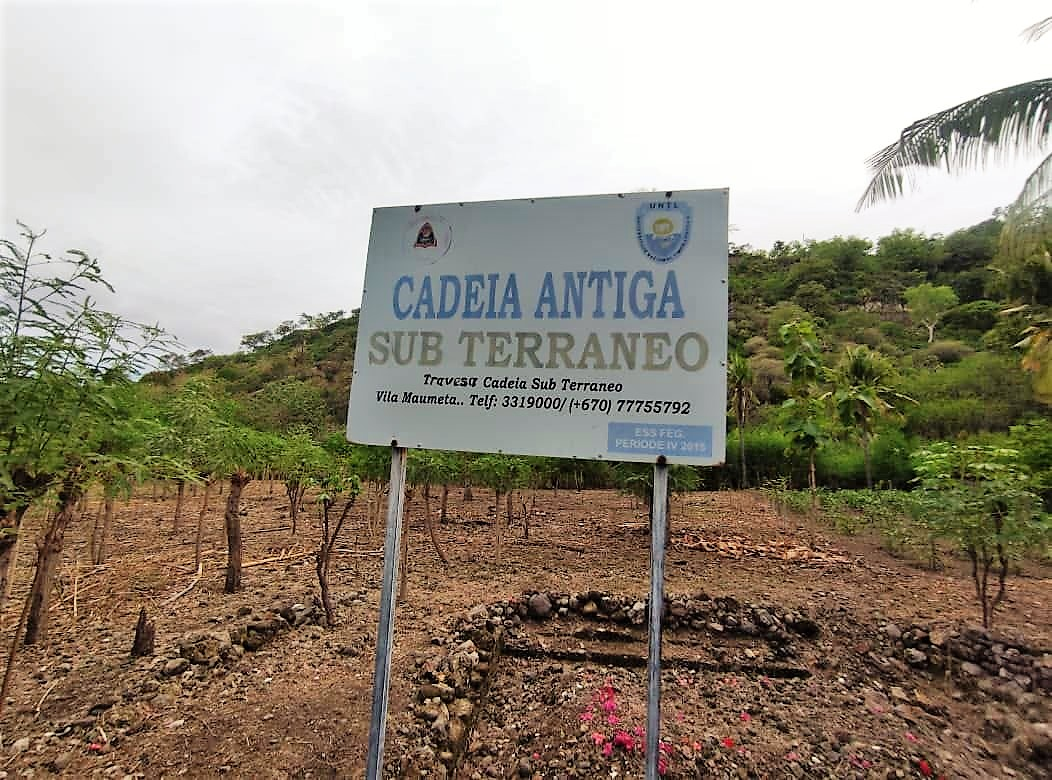
Bodenverlies aus der indonesischen Besatzungszeit

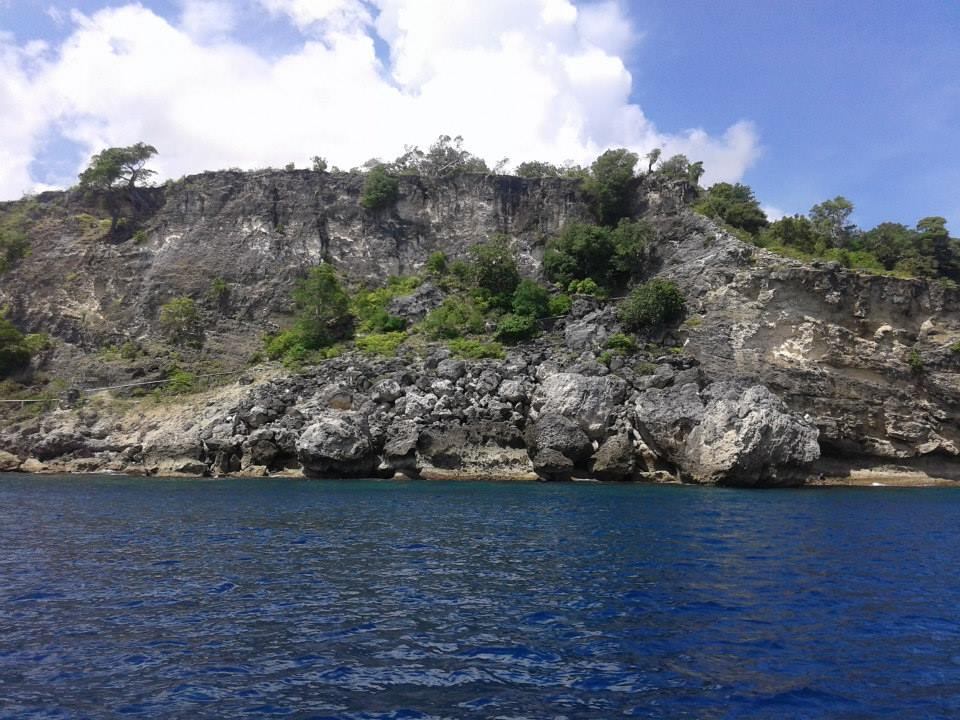
Küste zwischen Berau und Vila

Im Rahmen der Vorbereitung der Unabhängigkeit Osttimors versuchte die UDT am 11. August 1975 einen Staatsstreich, um der wachsenden Popularität der FRETILIN etwas entgegenzusetzen. Es kam zum Bürgerkrieg zwischen den beiden Parteien. Der letzte portugiesische Gouverneur Mário Lemos Pires floh mit der portugiesischen Bevölkerung nach Atauro, von wo er zwischen den beiden Parteien zu vermittelten versuchte. Die siegreiche FRETILIN versuchte Pires zur Rückkehr nach Dili und der Weiterführung der Entkolonisation zu bewegen, aber der Gouverneur wartete auf Instruktionen der Regierung in Lissabon, die jedoch aufgrund der Probleme in Afrika wenig Interesse an Osttimor hatte. Das Chaos begünstigte die spätere Invasion durch Indonesien. Am 7. Dezember besetzten die Streitkräfte Indonesiens die Landeshauptstadt Dili. Am 8. Dezember wurden Pires und die verbliebenen portugiesischen Zivilisten und Soldaten von den portugiesischen Korvetten João Roby und Afonso Cerqueira abgeholt.
Atauro wurde am 30. Dezember 1975 von den Indonesiern besetzt. Kurz darauf wurde in einer offiziellen Zeremonie die portugiesische Flagge eingeholt. Sie war zurückgeblieben, nachdem Pires Atauro verlassen hatte. Die Flagge war nach 300 Jahren das letzte offizielle Hoheitssymbol Portugals in seiner Kolonie Timor.
Zwischen 1980 und 1986 nutzte auch Indonesien Atauro als Gefängnisinsel und Umsiedlungslager. Zu ihrem Höhepunkt 1982 lebten hier über 4000 Inhaftierte. Nach dem Marabia-Angriff schickte Indonesien im Juli 1980 die erste Gruppe Gefangener nach Atauro, darunter viele Frauen, Kinder und Ältere, die Verwandte in der Untergrundbewegung hatten. Zu den Verbannten gehörten auch 16 Waisen, darunter ein achtjähriger Junge, dessen Bruder für die FRETILIN im Busch kämpfte. Viele litten an Unterernährung, da die Nahrungsmittellieferungen der Indonesier selten ausreichten. Die Wochenration bestand aus einer Dose Mais. Die Verbannten waren auf Felder angewiesen, die sie selbst anlegten. Allerdings war der Boden unfruchtbar, so dass man auch wildwachsende Blätter und Wurzeln essen musste. Mitglieder der Koramil und Hansip waren für die Bewachung der Gefangenen verantwortlich. Verwandten war der Besuch nicht gestattet. Die Unterbringung erfolgte zunächst in selbstgebauten Hütten, doch im Dezember 1981 wurden die Verbannten in 6 × 18 m großen Baracken zu je 60 Personen verlagert. Das Internationale Komitee vom Roten Kreuz (IKRK) begann ab Februar 1982 die Namen und Herkunft der Inhaftierten festzuhalten, um Familienangehörige zu informieren. Offizielle Statistiken zählten zwischen Juni 1981 und Mai 1982 176 Tote. Amnesty International geht aber allein für die zweite Hälfte von 1981 von mindestens doppelt so vielen Toten durch Unterernährung, Gastroenteritis und Malaria aus. Ab 1983 durften die Verbannten nach und nach Timor zurückkehren, doch noch im August 1983 lebten 1600 Verbannte auf Atauro. Die Rückkehrer kamen aber nicht unbedingt in ihr Heimatdorf, sondern teilweise in ganz andere Regionen Osttimors.
1999 schützte die abgelegene Lage Atauros die Bewohner vor den pro-indonesischen Milizen, die den Rest Osttimors während der indonesischen Operation Donner verwüsteten. Am 20. September 1999 zogen die letzten indonesischen Soldaten von Atauro ab.
2021 wurde wegen der COVID-19-Pandemie in Beloi eine Quarantänestation eingerichtet.

## Politik

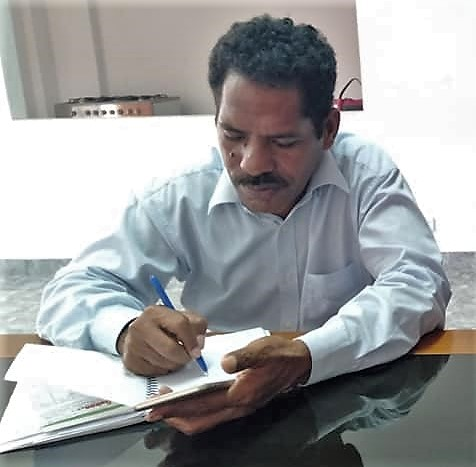
Matteus Barreto (2019)

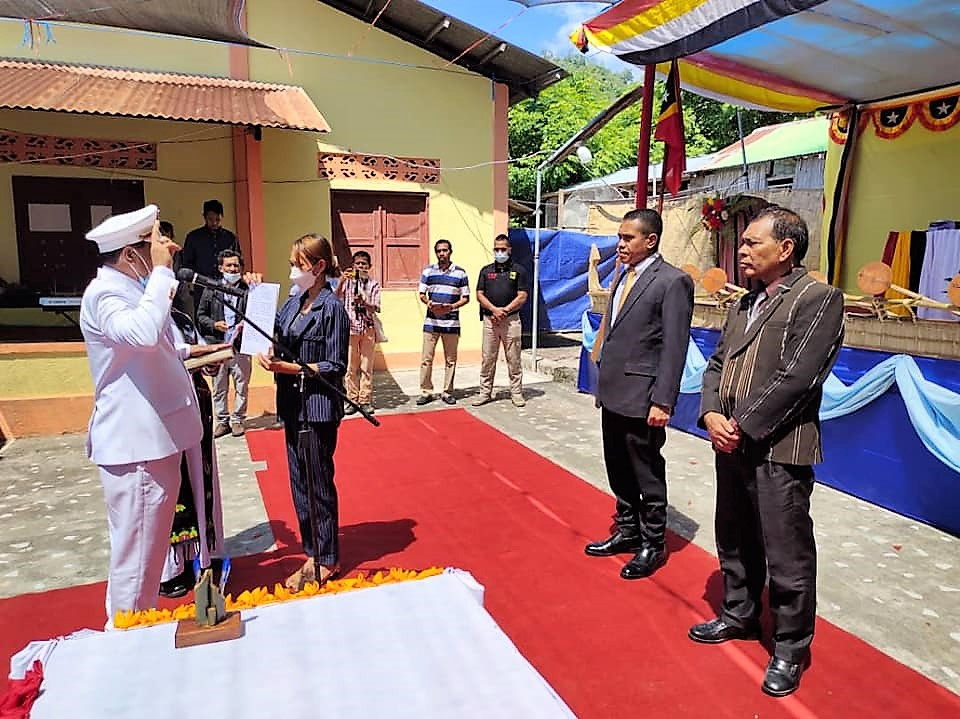
Vereidigung von Domingos Soares (2022)

Administratoren von Verwaltungsämtern und Gemeinden werden in Osttimor von der Zentralregierung in Dili bestimmt. Bis 2009 war Bonifacio Soares Administrator von Atauro. 2010 und 2015 hatte das Amt Manecas da Conceição Soares inne, 2016 Mateus Belo. 2018/2019 war Matteus Barreto Administrator. 2021 wurde Bosco de Jesus Afonso zum Administrator ernannt.
Lúcio Boromeu de Araújo wurde am 27. Januar 2022 provisorischen Gemeinde-Administrator ernannt. Am 1. April 2022 erfolgte die Ernennung von Domingos Soares zum ersten Administrator der Gemeinde Atauro. Er wurde am 29. Januar 2024 durch Mateus Belo als Präsident der Verwaltungsbehörde (Presidente da Autoridade Administrativa) ersetzt.

## Verkehr, Transport und Wirtschaft

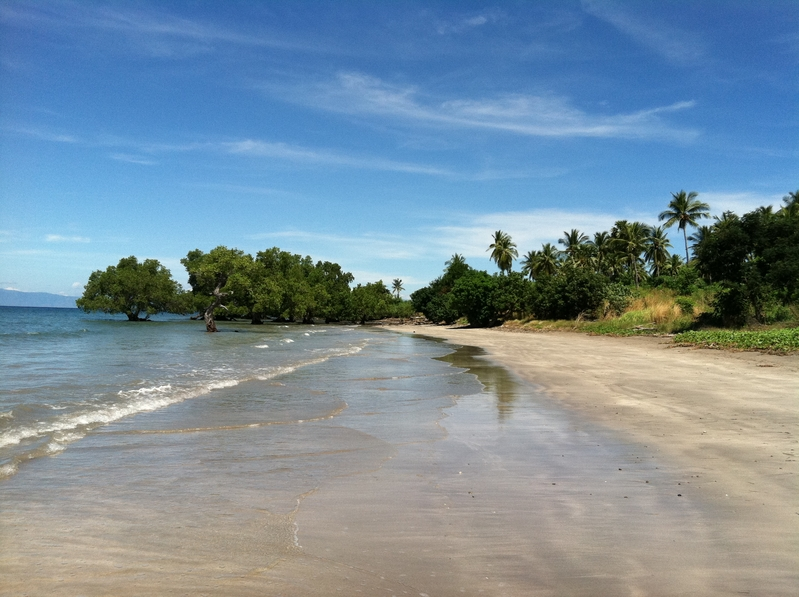
Strand von Ilitecaraquia

Auf der Insel gibt es nur wenige Straßen. Die einzige asphaltierte Straße verbindet Vila Maumeta und Biqueli und passiert dabei mehrere, meist trockene Flussbetten. Von Beloi aus führt eine Straße landeinwärts in die höher gelegenen Regionen bis nach Anartuto. Sie ist aber nur für Jeeps mit Vier-Rad-Antrieb passierbar. Von Anartuto aus erreicht man über Fußpfade das Schutzgebiet um den Mano Côco.
Insgesamt ist die Versorgung der Bevölkerung nicht besonders gut. Von Beloi verkehrt eine Fähre zur Hauptstadt Dili, die etwa zwei Stunden benötigt. Es gibt auch die Möglichkeit mit Fischerbooten auf die Insel zu gelangen. Seit dem 11. Juli 2014 gibt es am Nordrand von Vila Maumeta eine Landebahn für Kleinflugzeuge. Ein Flug nach Dili dauert etwa 14 Minuten. Der IATA-Code ist AUT (WPAT).
Von der UNDESA (United Nations Department of Economic and Social Affairs) wurden zwischen 2005 und 2008 auf Atauro 14 gemeindliche Solaranlagen aufgebaut. In Planung befindet sich seit 2013 ein Unterseestromkabel, das Atauro von Dili aus mit Strom versorgen soll. Portugal half ab 2004 die Trinkwasserversorgung der Insel auszubauen. Seit 2019 entzieht eine Anlage mittels Sonnenenergie aus der Luft Wasser und produziert so 12.000 Liter Trinkwasser pro Monat.
Die Menschen leben vor allem vom Fischen und Ackerbau für den Eigenbedarf. Dazu spielt der Tourismus immer mehr eine Rolle. 78 % der Haushalte in Atauro bauen Mais an, 74 % Kokosnüsse, 73 % Maniok, 19 % Gemüse und 6 % Kaffee. Daneben werden Erdnüsse, Bananen, Papayas und andere Obstbäume angepflanzt. Vermehrt will man sich auf Atauro dem Öko-Tourismus widmen.
In Adara leben die Wawata Topu (deutsch Taucherinnen), Frauen, die mit Harpunen und Schwimmbrillen unter Wasser auf Fischjagd gehen. In Maquili wird von Männern Fischfang mit Reusen betrieben. Mit Hilfe von Gemeinschaftsregeln, die traditionell als Tara Bandu festgelegt werden, sichern die Bewohner Atauros die Nachhaltigkeit ihres Fischfangs. Während der indonesischen Besatzung wurde die Fischerei zentral kontrolliert, was zu einer Verschlechterung des maritimen Ökosystems und dadurch zu geringere Bestände und Armut führte.

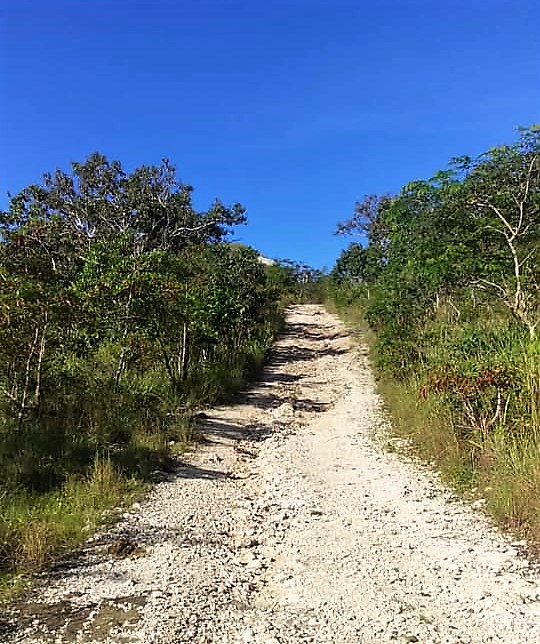
Straße im Inselinneren von Beloi nach Macadade
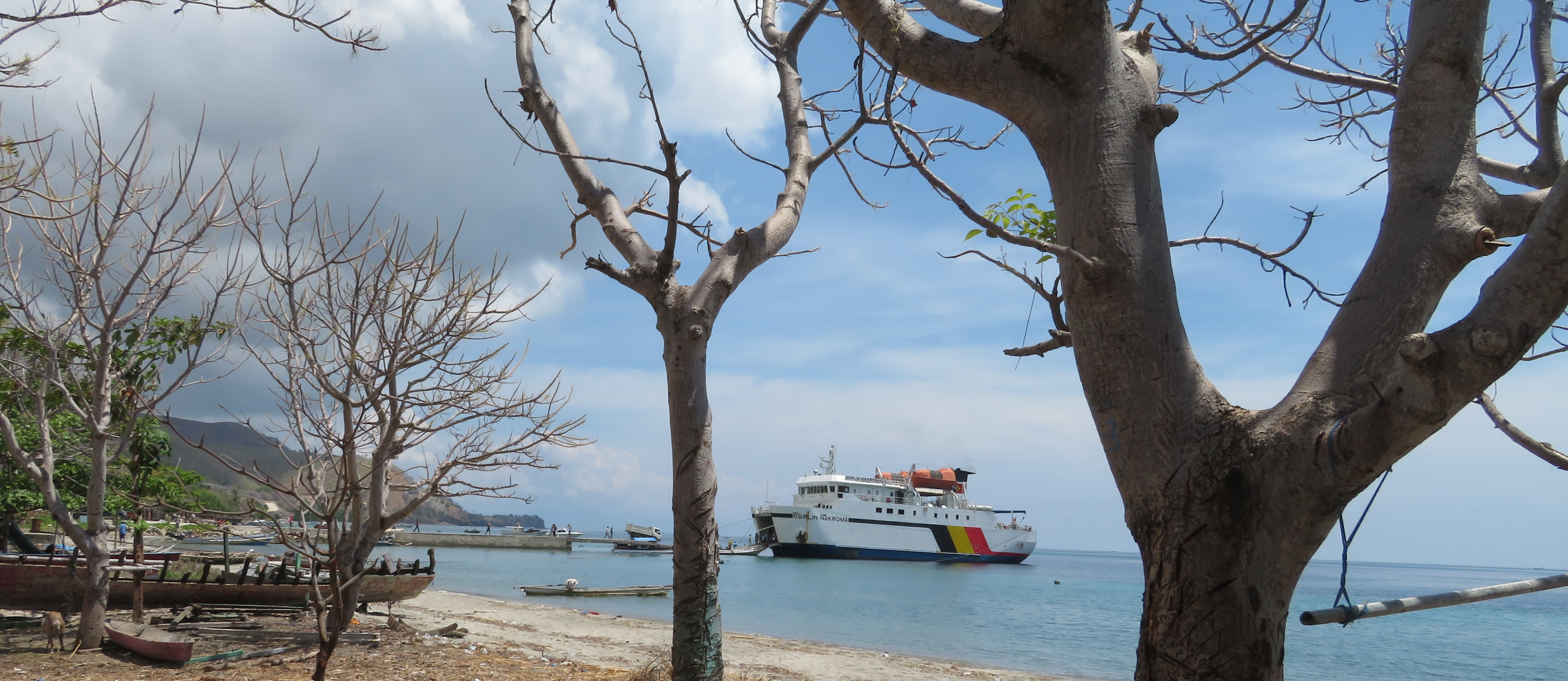
Fähranleger in Beloi
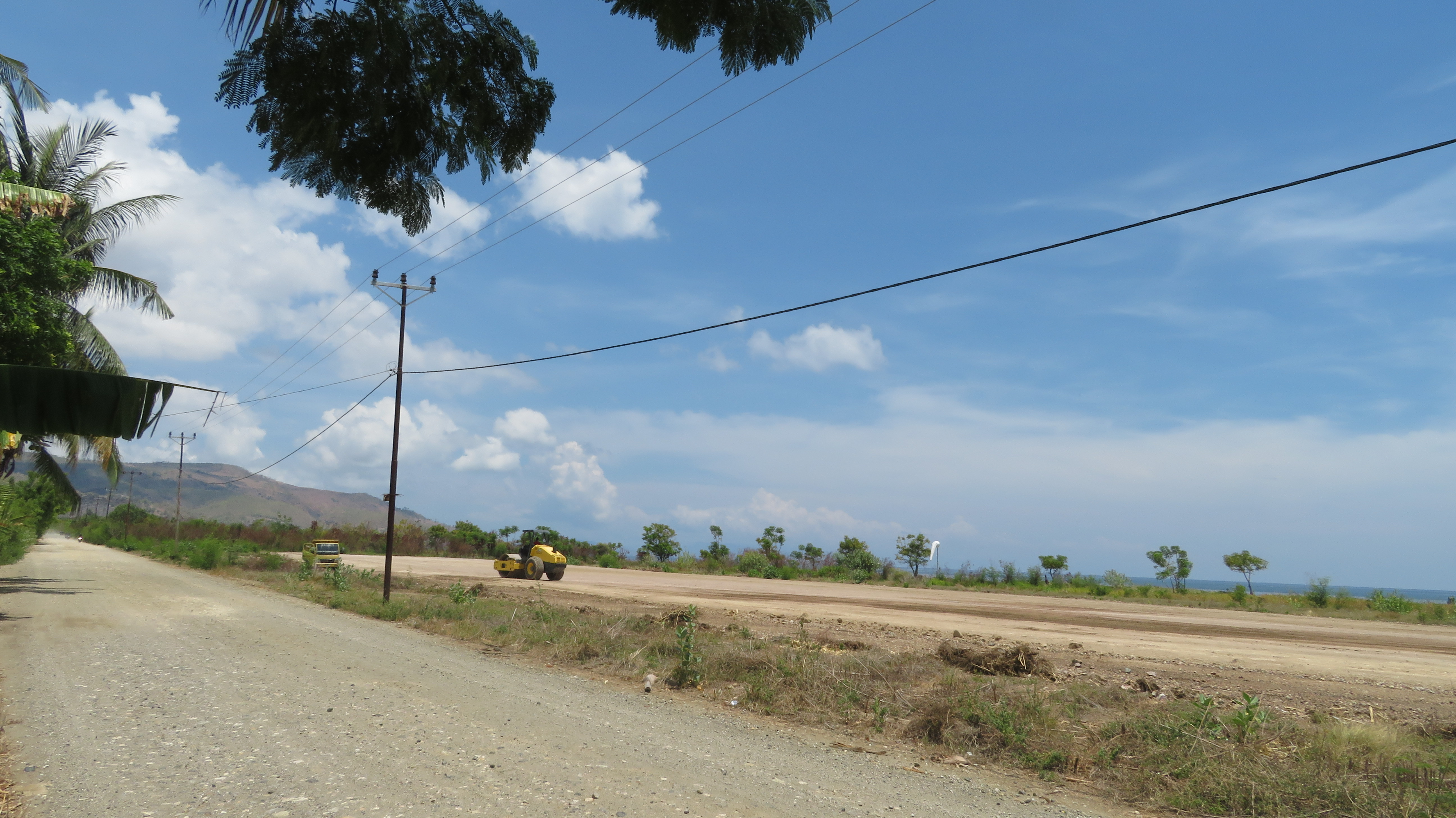
Landepiste bei Vila Maumeta
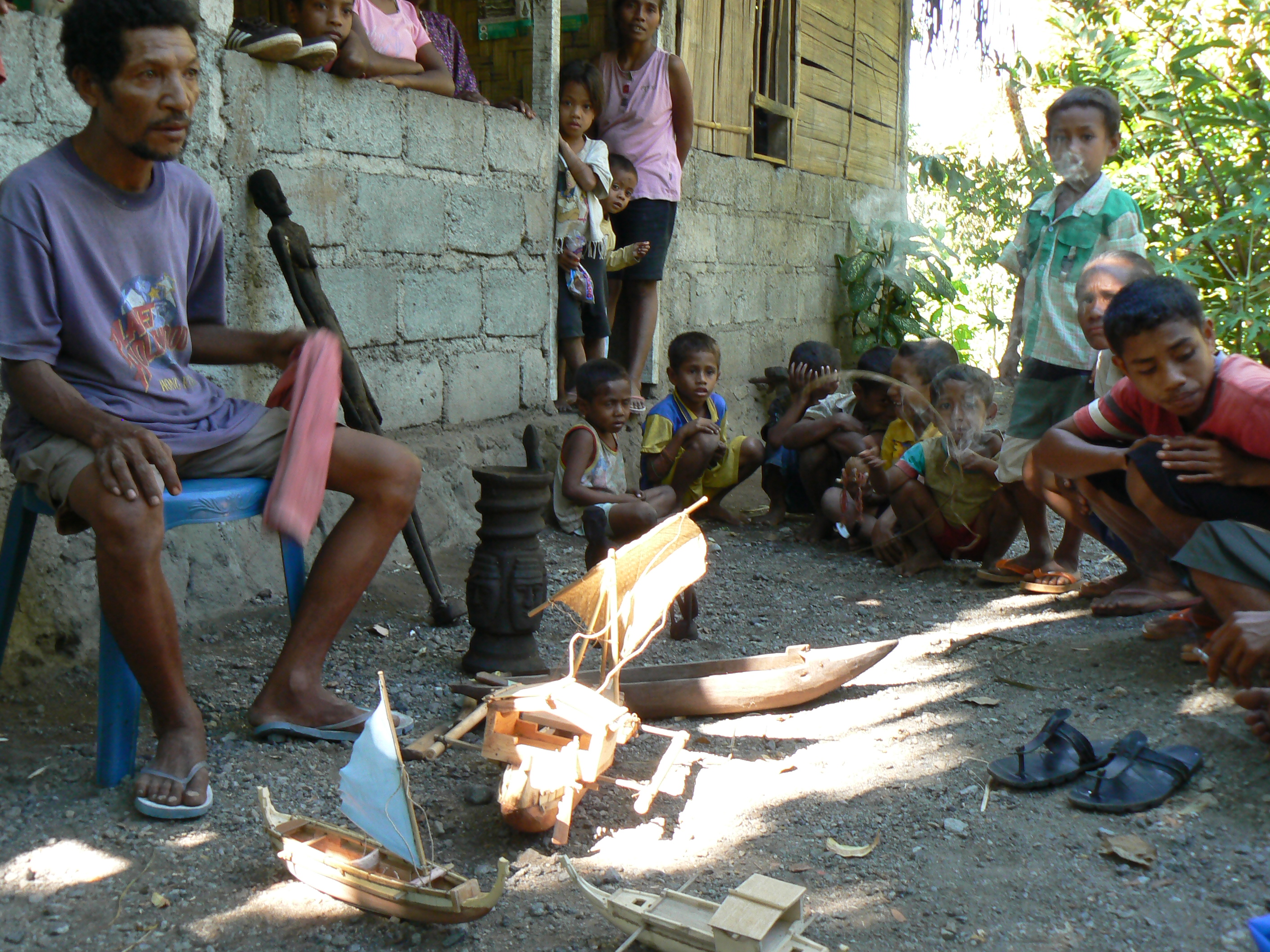
Verkauf von Holzschnitzereien in Maquili
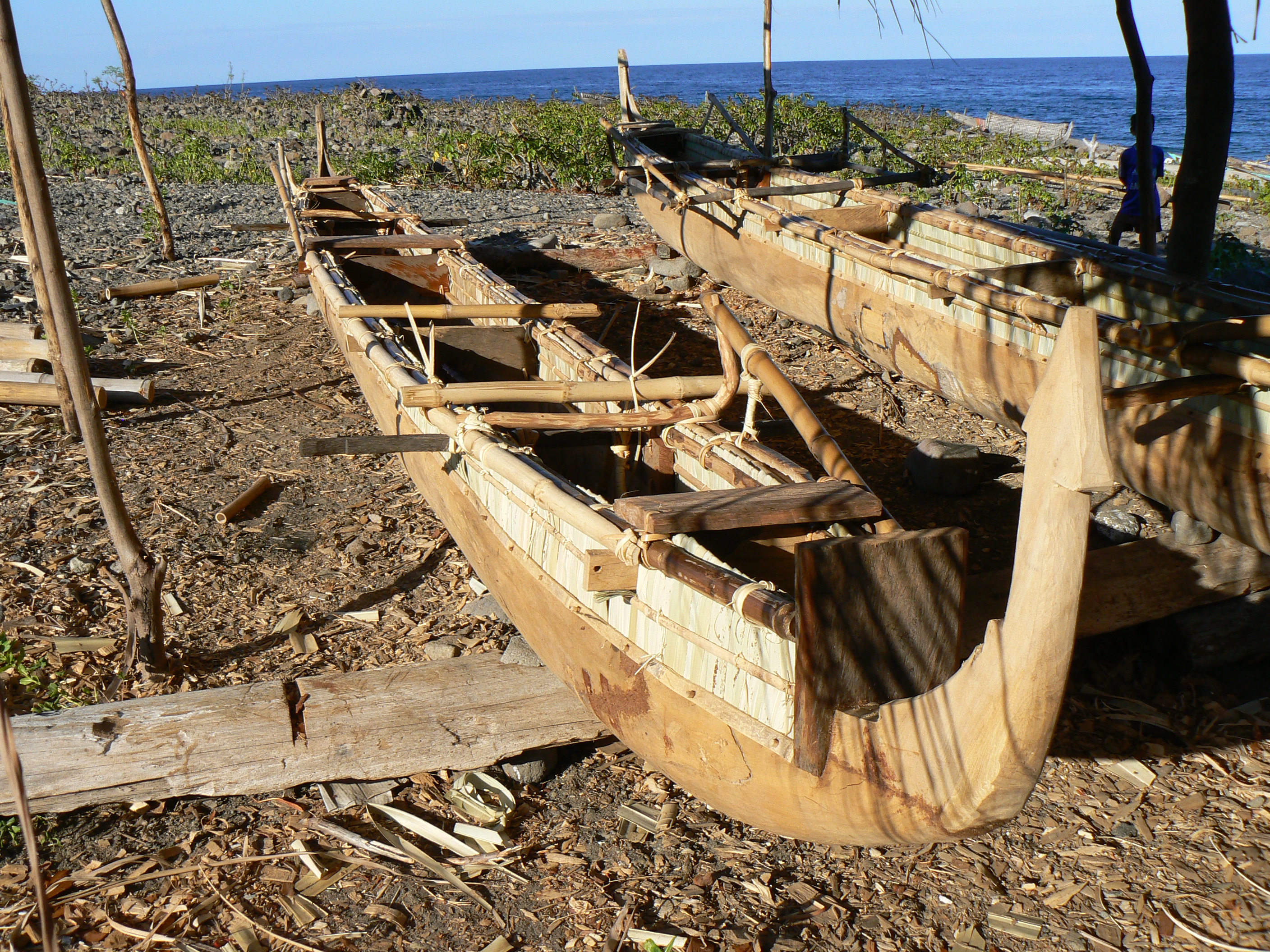
Fischerboot in Maquili
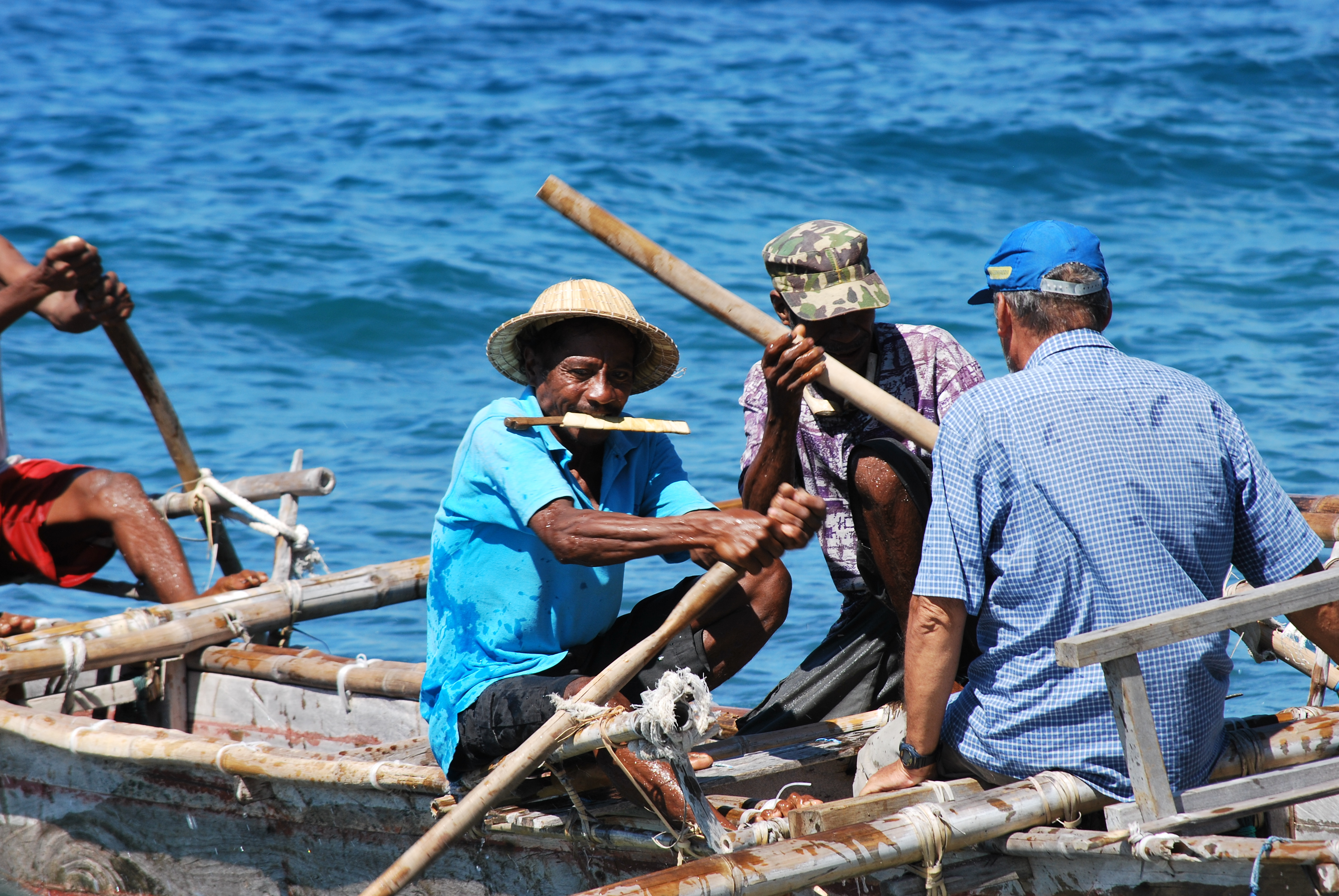
Fischer in Maquili
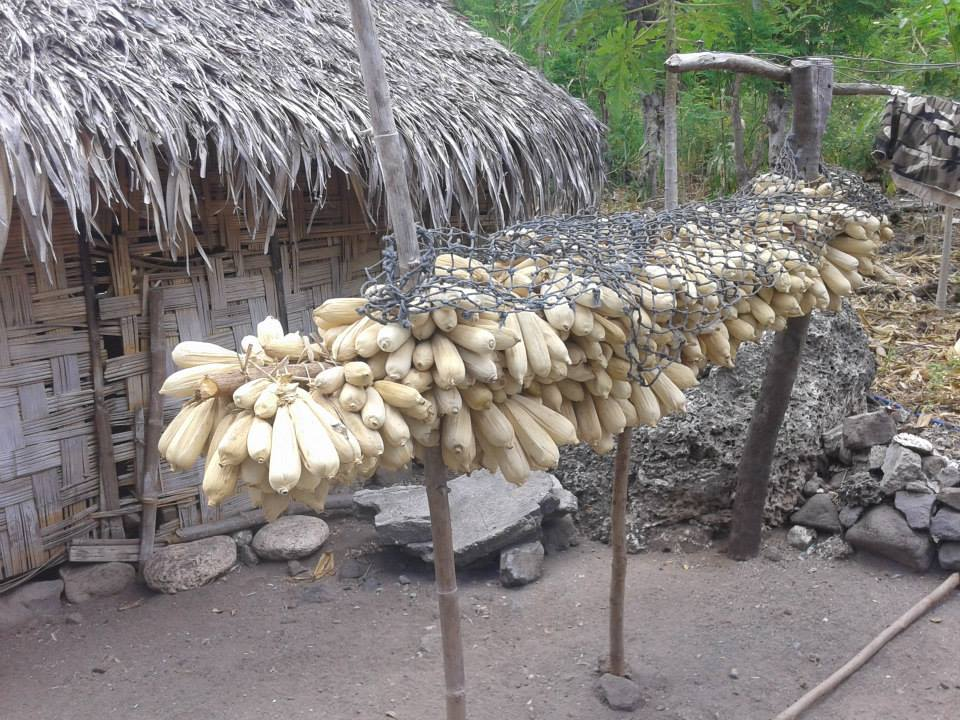
Mais in Berau

### Tauchgebiet
Atauro gilt – mit sieben bekannten Tauchspots rund um die Insel und den Korallenriffen mit der höchsten Artenvielfalt weltweit – als das ursprünglichste und eines der besten Tauchgebiet in Osttimor. Die Tauchplätze decken verschiedene Schwierigkeitsgrade ab und bieten mit meist sehr guter Sichtweite und einer großen Anzahl von Fischschwärmen, aber auch Schildkröten, Großfischen wie Hammerhaien, dazu Walen und Delfinen gute Voraussetzen. Die intakten Korallenriffe sind sowohl für Sporttaucher, als auch für Schnorchler geeignet.

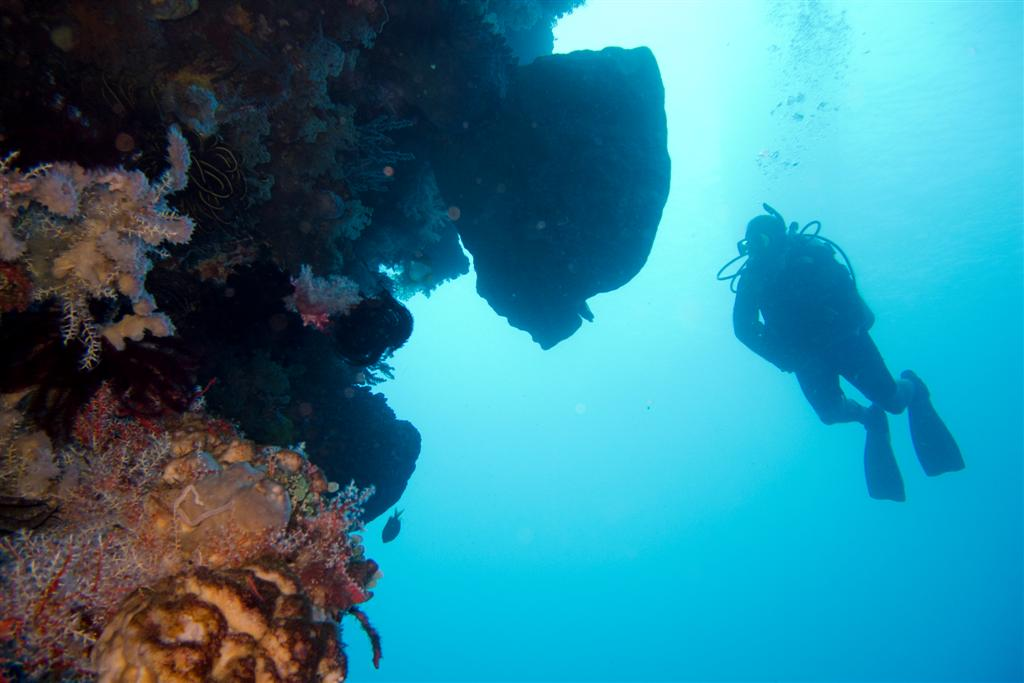
Atauro ist ein Tauchgebiet
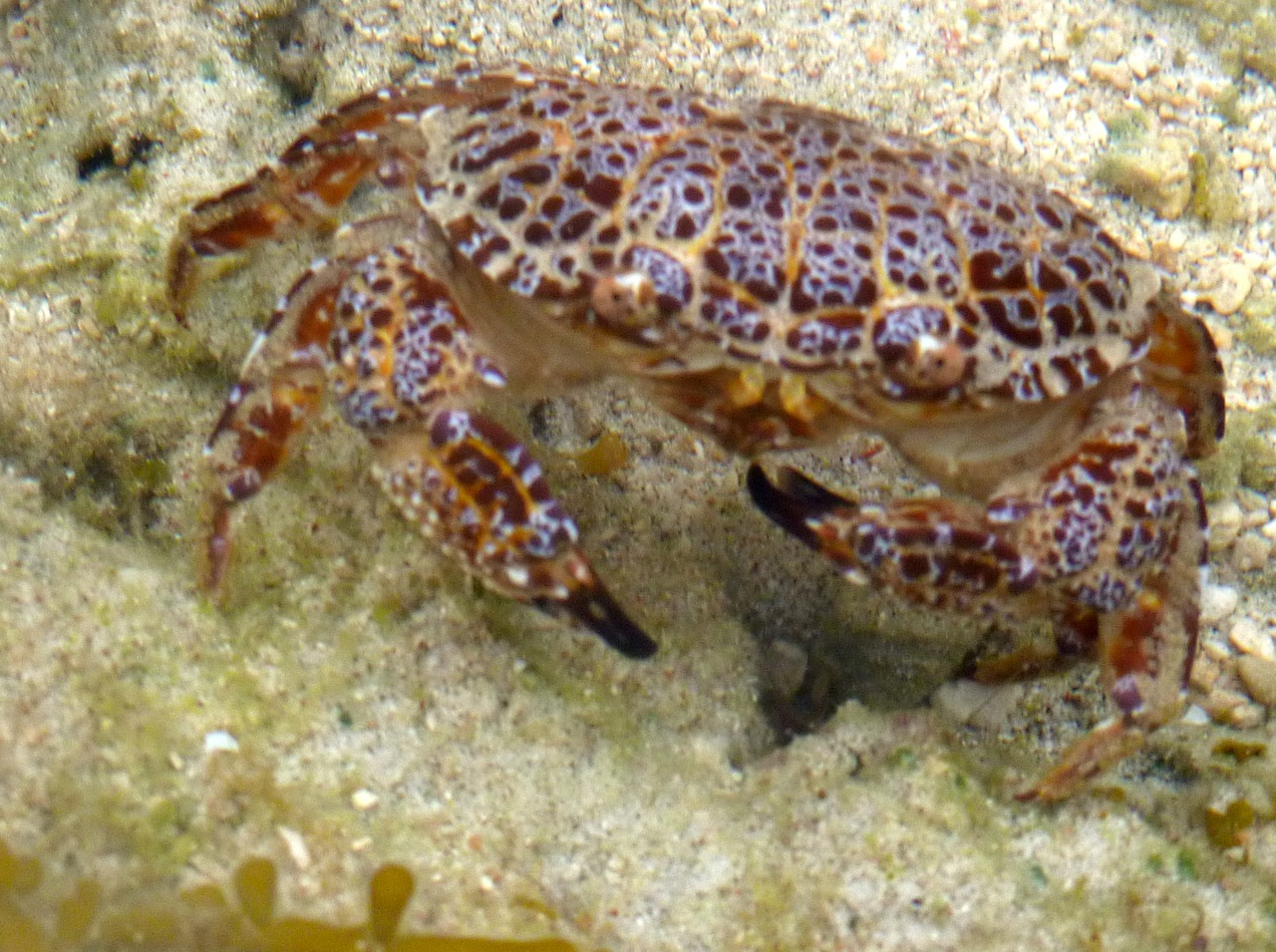
Eine „Teufelskrabbe“ (Zosimus aeneus), bei Atauro
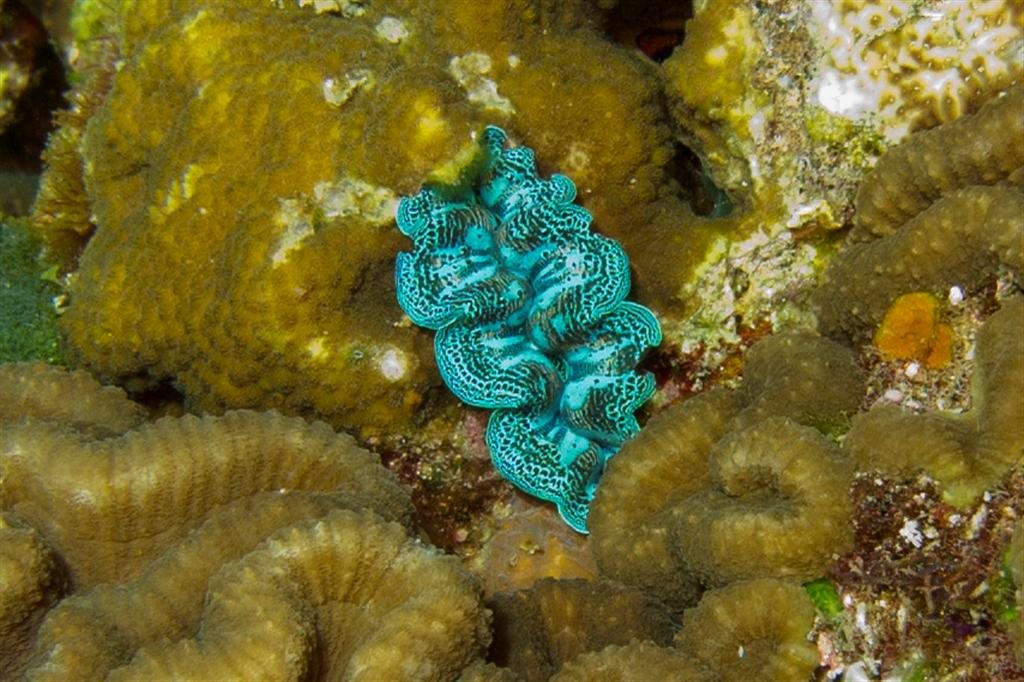
Eine grüne Muschel
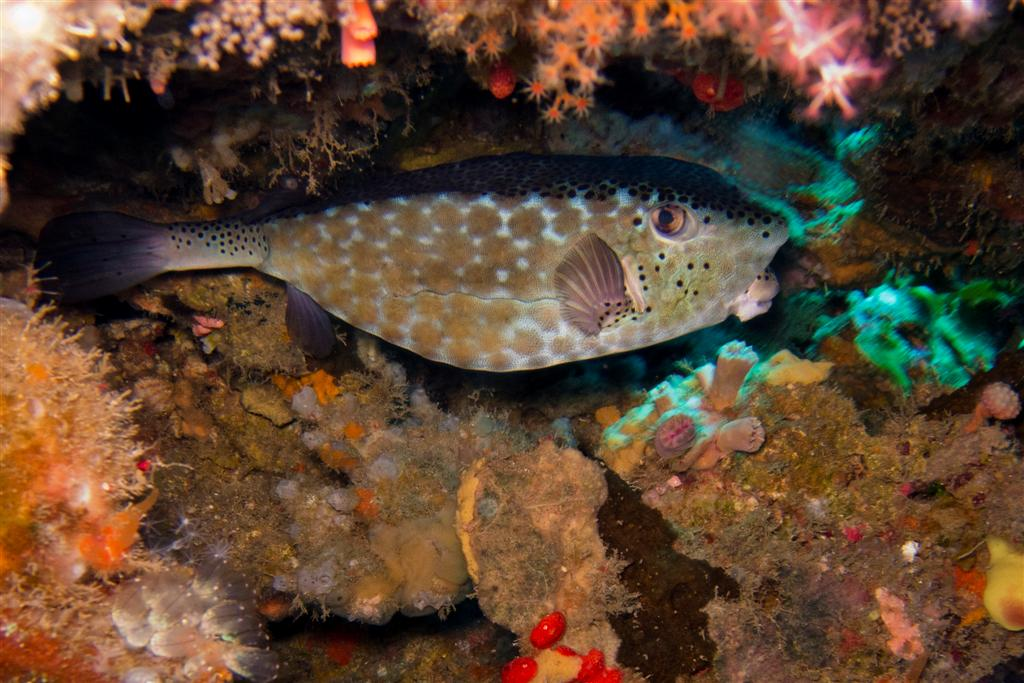
Kugelfisch
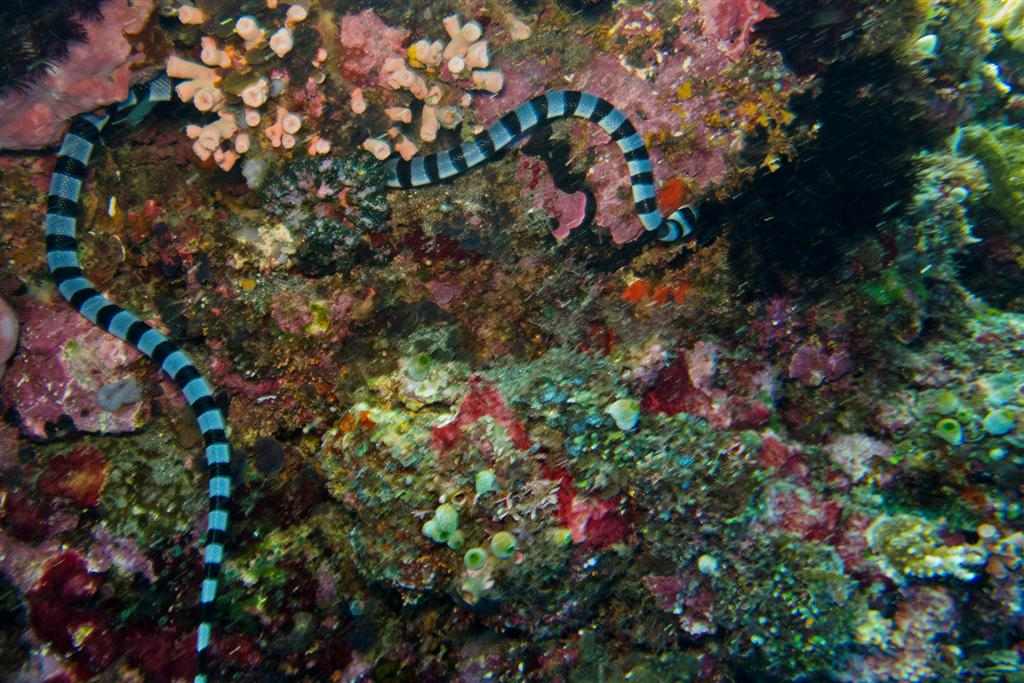
Nattern-Plattschwanz (Laticauda colubrina)
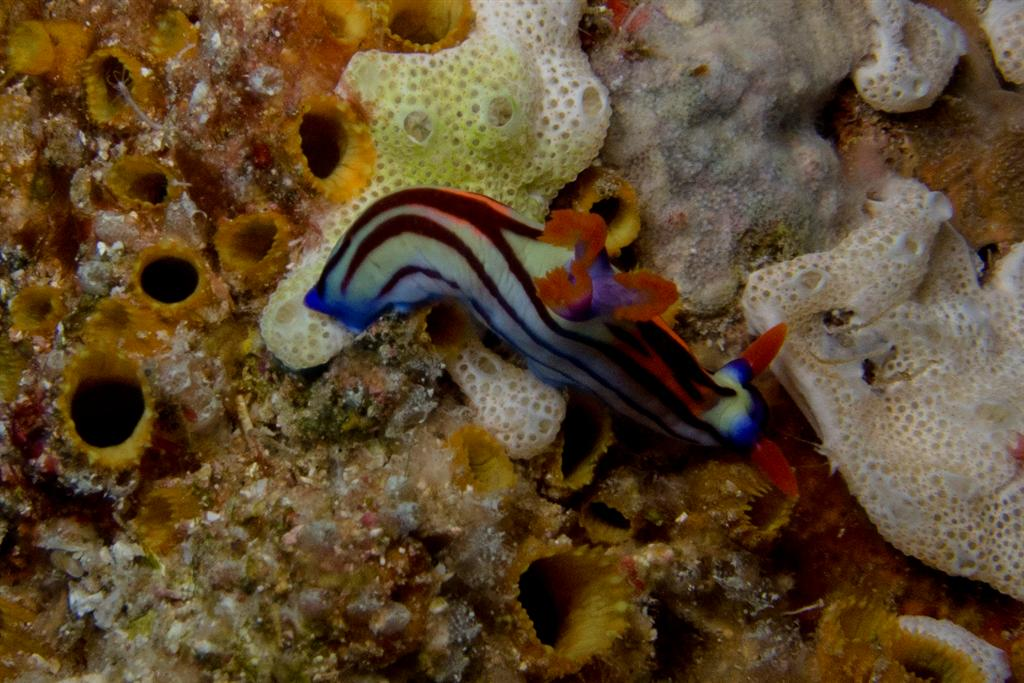
Meeresschnecke

## Kultur

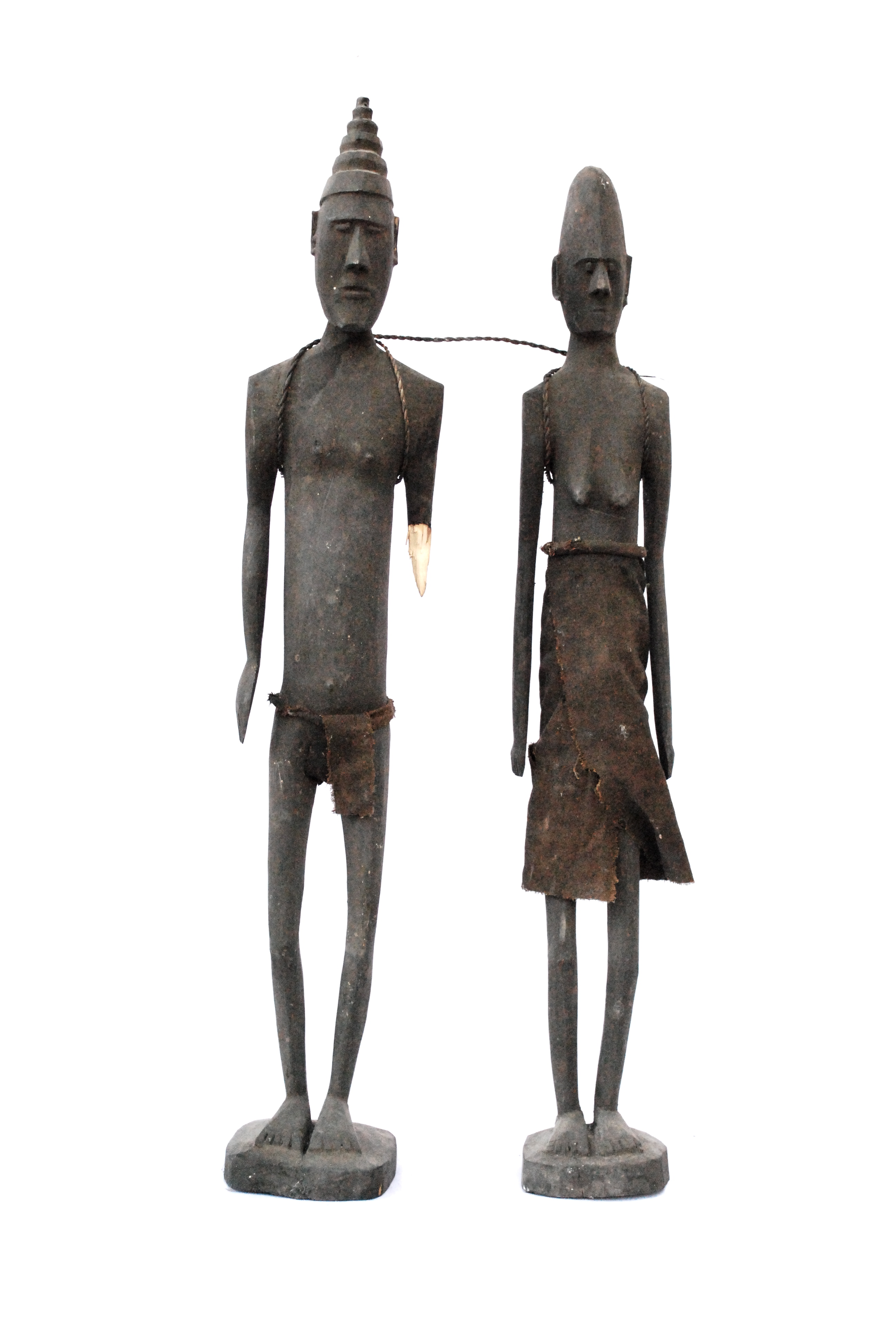
Holzschnitzkunst aus Maquili

Während die Bewohner Timors ihre Insel der Legende nach einem Krokodil zu verdanken haben, führen die Bewohner Atauros ihre Herkunft auf einen Hai zurück. Eine andere Legende erzählt, dass ein Aal, der in der als Frauenmeer (Tasi Feto) bezeichneten Bandasee lebte, die Insel erschaffen habe. Auf diesen Schöpfungsmythos verweisen Holzschnitzereien von Aalen und Meerjungfrauen, für die Maquili bekannt ist. Auch Masken, Männer- und Frauenfiguren werden hier geschnitzt. Das Christentum beeinflusste diese animistischen Darstellungen. So begann man die Genitalien der Figuren mit Tüchern zu verhüllen und auch christliche Motive zu schnitzen. Noch heute findet man auf Atauro Masken, die an Bäumen hängen und die Gärten vor Dieben schützen sollen. Auch Krieger und Tänzer nutzten die Masken. Inzwischen finden sie als Souvenir neue Interessenten.
Eine lange Tradition hat im Inselinneren die Töpferei. Allerdings drohte das Handwerk auszusterben, als 2014 nur noch zwei Frauen im Alter von über 90 Jahren es beherrschten. Durch eine Initiative wurde das Wissen wieder neubelebt, so dass nun wieder etwa 25 Frauen Töpfe, sogenannte sanan rai herstellen.
Nur in Macadade wird Rapin Hirik hergestellt, ein Stoff auf Palmblätterfasern, der traditionell für die Kleidung der Einwohner Atauros verwendet wurde. Der Name stammt aus der Sprache Raklungu. „Rapin“ bedeutet auf Deutsch „Tuch“ und „hirik“ heißt „Palme“. Erst zu Beginn der indonesischen Besatzungszeit 1975 verschwand das Material aus dem Alltag und man wechselte zu importierten Textilien aus industrieller Produktion. Heute wird die traditionellen Kleider noch bei kulturellen Veranstaltungen verwendet.
Traditionelle Tänze und Rituale sind durch die protestantische Assemblies of God verschwunden, die von ihren Gläubigen einen Bruch mit den alten Riten fordert, während die Katholiken auf Timor noch vielen Traditionen folgen.

## Persönlichkeiten
- Manuel Carrascalão (1933–2009), Politiker
- Maria do Céu (* 1957), Menschenrechtsaktivistin[58]
- Cidália Lopes Nobre Mouzinho Guterres, First Lady von Osttimor
- Ricardo Baptista (* 1982), Politiker